# 施集镇
施集镇，是中华人民共和国安徽省滁州市南谯区下辖的一个乡镇级行政单位。

## 行政区划
施集镇下辖以下地区：
施集社区、孙岗村、井楠村、荣誉村、花山村、龙蟠村、丰山村、河东村、杨饭店村、明张村、大林村和李集村。